# Tổ chức 501(c)(3)
Tổ chức 501(c)(3) là một tập đoàn, quỹ tín thác, hiệp hội vô hiệp nhất hoặc các loại tổ chức phi lợi nhuận khác được miễn thuế thu nhập liên bang theo khoản 501(c)(3) của Mục đề 26 trong Bộ luật Hoa Kỳ. Đây là một trong 29 loại tổ chức phi lợi nhuận 501(c) được công nhận tại Mỹ.
Đây là các tổ chức hoạt động trong phạm vi tôn giáo, giáo dục, từ thiện, khoa học, văn học, thử nghiệm vì an toàn công cộng, để thúc đẩy cuộc thi thể thao nghiệp dư quốc gia hoặc quốc tế, hoặc phòng chống tàn ác đối với trẻ em hoặc tổ chức động vật.